# VAX1
VAX1‏ (Ventral anterior homeobox 1) هوَ بروتين يُشَفر بواسطة جين VAX1 في الإنسان.